# The Evil That Men Do
The Evil That Men Do – osiemnasty singel brytyjskiej heavymetalowej grupy Iron Maiden.
Tytułowy utwór porusza motyw albumu koncepcyjnego Seventh Son of a Seventh Son. Tytuł utworu zapożyczony jest z kwestii Marka Antoniusza z dramatu Szekspira Juliusz Cezar.

Rodacy moi, Rzymianie, przyjaciele,

Użyczcie uszu mi: przyszedłem tutaj,

Aby Cezara pogrzebać, nie sławić.

Przeżywa ludzi zło, które czynili,

Lecz dobro zwykle grzebiemy wraz z kośćmi.

"The Evil That Men Do” należy do popularniejszych utworów Iron Maiden. Został wydany także na kompilacjach Best of the Beast, Ed Hunter, Edward the Great, The Essential Iron Maiden i Somewhere Back in Time oraz albumach koncertowych A Real Live One, Live at Donington, Maiden England i Rock in Rio.
Utwory ze strony B płyty to ponownie nagrane kompozycje „Prowler” i „Charlotte the Harlot” z albumu Iron Maiden. Różnią się one od starszych wersji głównie składem nagrywających je muzyków – w nagraniach z rzeczonego albumu wokalistą jest Paul Di’Anno, a jednym z gitarzystów Dennis Stratton, którzy na singlu „The Evil That Men Do” zostali zastąpieni przez Bruce’a Dickinsona oraz Adriana Smitha.

## Lista utworów
| 1. | „The Evil That Men Do” (Adrian Smith, Bruce Dickinson, Steve Harris) | 4:33  |
|    |                                                                      |       |
| 2. | „Prowler '88” (Steve Harris)                                         | 4:07  |
|    |                                                                      |       |
| 3. | „Charlotte the Harlot '88” (Dave Murray)                             | 4:11  |
|    |                                                                      |       |
|    |                                                                      | 12:51 |
|    |                                                                      |       |

## Twórcy
- Bruce Dickinson – śpiew
- Dave Murray – gitara
- Adrian Smith – gitara, chórki
- Steve Harris – gitara basowa, chórki
- Nicko McBrain – perkusja